# Rudolf Macúch

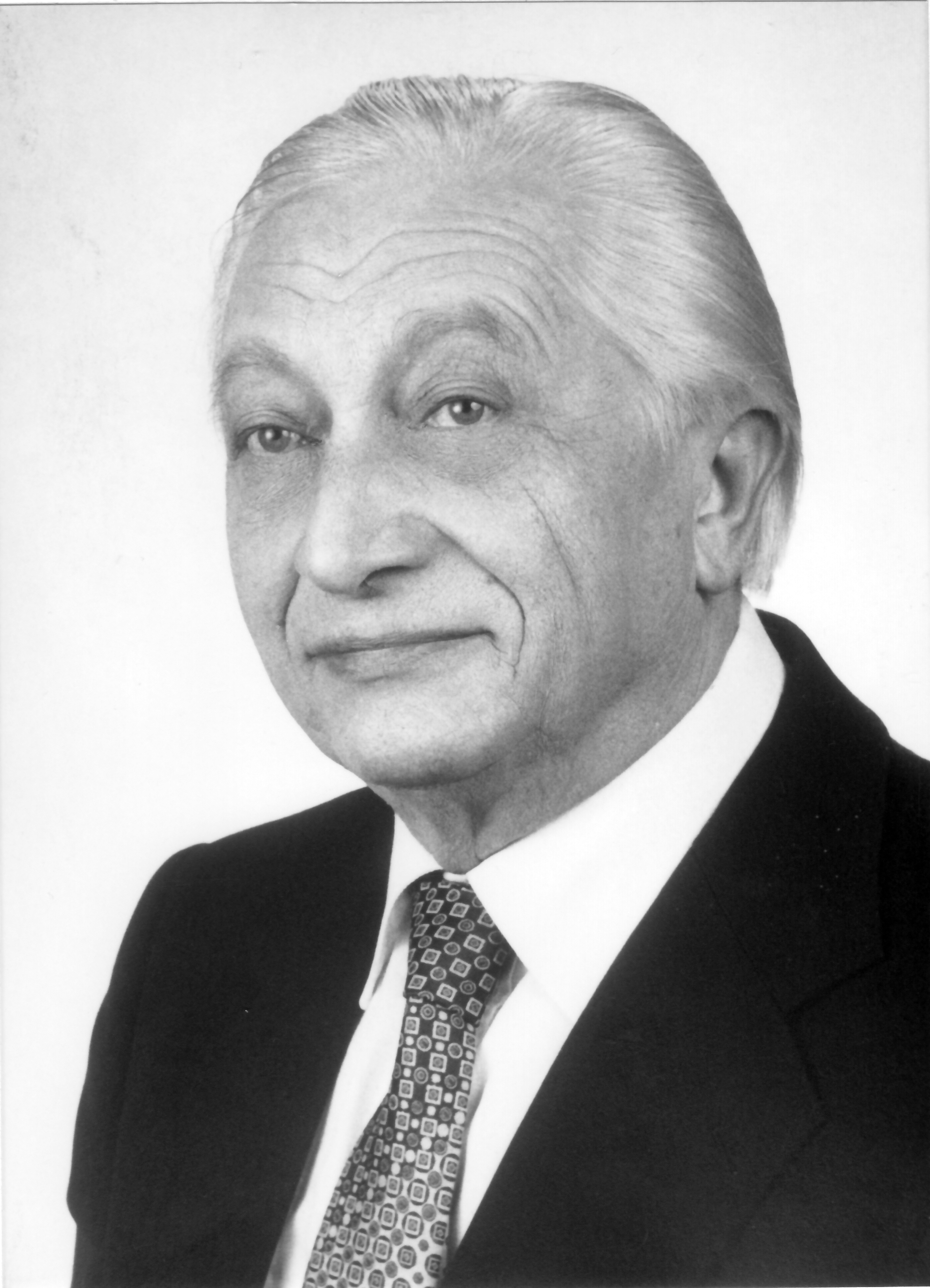
Rudolf Macúch

Rudolf Macúch (* 16. Oktober 1919, in Bzince pod Javorinou; † 23. Juli 1993, in Berlin) war ein slowakischer Linguist, nach 1974 als Deutscher eingebürgert.
Auf dem Gebiet der Semitistik ist der Forscher vor allem für seine Arbeiten in drei zentralen Bereichen bekannt: Mandäische Studien, Samariterstudien und die Erforschung der neu-syrischen Sprache und Literatur. Obwohl sein wissenschaftliches Spektrum auch die Arabistik, Iranistik, Theologie und Religionsgeschichte umfasst, liegt der Fokus seiner Monographien und zahlreicher Artikel auf der Erforschung der Sprachen und Literaturen ethnischer und religiöser Minderheiten im Nahen Osten. Hierzu zählen insbesondere die Mandäer, Samariter und nestorianischen Christen (auch als Assyrer bezeichnet).
Die Grundlage seiner Forschung bildet umfangreiche Feldforschung in verschiedenen Ländern des Nahen Ostens. Durch die persönliche Sammlung des Materials hat er in vielen Fällen dazu beigetragen, das kulturelle Erbe dieser Minderheiten vor dem vollständigen Verlust zu bewahren.

## Leben und Ausbildung
Rudolf Macúch wurde in Dolné Bzince (heute Bzince pod Javorinou), einem Dorf in der Westslowakei, geboren. Nach dem Besuch der Grundschule wechselte er auf das Štefánika-Gymnasium in Nové Mesto nad Váhom, wo er ein starkes Interesse an Sprachen wie Latein und Griechisch entwickelte. Nach seinem Abitur 1939 begann er ein Theologiestudium an der Lutherischen Theologischen Fakultät in Bratislava, um ein kirchliches Stipendium zu erhalten. Dort wurde sein Sprachtalent von seinem Dozenten, dem Semitisten Ján Bakoš, gefördert, der ihn zusätzlich in Arabisch und Syrisch unterrichtete.
Während seines Studiums war Macúch 1940/41 Kulturreferent der Theologischen Gesellschaft und Redakteur der Zeitschrift Evanjelickí Teológ, in der er erste Artikel publizierte. Nach seinem zweiten theologischen Staatsexamen 1943 wurde er zum Priester geweiht und war bis 1945 als Vikar tätig, bevor er 1944 zum Militärdienst eingezogen wurde. Nach dem Zweiten Weltkrieg erhielt er ein Stipendium der französischen Regierung, das ihm von 1945 bis 1947 ein Studium der arabischen und semitischen Sprachen in Paris ermöglichte. In dieser Zeit besuchte er Kurse an der École nationale des langues orientales vivantes und der École pratiques des hautes études. In Paris lernte er seine spätere Ehefrau, die Medizinstudentin Irandokht Shaghaghi, kennen.
Er kehrte nach Bratislava zurück, um bei Ján Bakoš an der Philosophischen Fakultät der Comenius-Universität zu promovieren. Seine Dissertation mit dem Titel Slovanské mená a výrazy u arabských geografov (Slawische Namen und Ausdrücke in arabischen Geographien) reichte er 1948 ein und schloss sein Studium mit summa cum laude ab. Von 1948 bis 1949 war Macúch Assistent am Institut für Semitistik in Bratislava.

### Zeit im Iran (1949–1963)
Nach seiner Heirat 1949 reiste Macúch mit seiner Frau in den Iran, um Material für seine Habilitation zu sammeln und sich mit lebenden aramäischen Sprachen zu beschäftigen. Zur Finanzierung der Reise verfasste er seine erste Monografie, Islám a Krest’anstvo (Islam und Christentum). Ihre gemeinsame Tochter Maria Macuch wurde am 1. Januar 1950 in Teheran geboren. Er plante, nach Bratislava zurückzukehren, aber die politische Lage in der Tschechoslowakei unter der kommunistischen Regierung verhinderte dies. Er verlor seine Staatsbürgerschaft und seine Stelle an der Universität und war fortan staatenlos.
Im Iran arbeitete er zunächst als Lehrer an der amerikanischen Community School in Teheran, wo er Französisch, Latein und Deutsch unterrichtete. 1954 erhielt er eine Anstellung als dānešyār (außerordentlicher Professor) an der Universität Teheran für semitische Sprachen. Er lernte schnell Persisch und veröffentlichte 1950 seinen ersten Artikel in dieser Sprache, Nufūz-e Zardošt dar dīn-e Yahūd wa-Masīḥ (Zarathustras Einfluss auf die jüdische und christliche Religion).
Seine wichtigste Leistung in dieser Zeit war die Entdeckung und Beschreibung eines bisher unbekannten Dialekts der Mandäer von Ahwaz (Chuzistan) während einer Feldforschung 1953. Die Ergebnisse dieser Forschung flossen in sein Werk Handbuch des klassischen und modernen Mandäisch ein, das 1965 veröffentlicht wurde.

### Oxford und Berlin
Im Jahr 1955 rezensierte Macúch das Werk The Haran Gawaita and the Baptism of Hibil-Ziwa von Lady Ethel Stefana Drower, einer renommierten Mandaistik-Expertin. Die kritische, aber fundierte Rezension überzeugte Drower von Macúchs Kompetenz, woraufhin sie ihm eine Einladung an die Universität Oxford vermittelte. Von 1957 bis 1958 arbeitete er dort mit ihr an einem mandäischen Wörterbuch.
Nach einem erfolglosen Versuch, eine akademische Stelle in den USA und Kanada zu finden, kehrte er in den Iran zurück. Dort begann er einen wissenschaftlichen Briefwechsel mit Franz Altheim, Professor für Alte Geschichte des Orients an der Freien Universität Berlin. Altheim, beeindruckt von Macúchs Wissen, setzte sich für seine Berufung ein. Im Juni 1963 wurde Rudolf Macúch schließlich im Alter von 43 Jahren auf den Lehrstuhl für Semitistik und Arabistik an der Freien Universität Berlin berufen.
Dieser Ruf eröffnete ihm neue Möglichkeiten für seine wissenschaftliche Tätigkeit. In Berlin widmete er sich neben der Mandaistik zwei weiteren Hauptforschungsgebieten: der Samaritanistik und den neuaramäischen Studien. Er unternahm Forschungsreisen nach Nablus, wo er mit den Samaritern in Kontakt trat und Manuskripte sammelte. So baute er eine umfangreiche Spezialbibliothek auf. Seine Arbeit in diesem Bereich führte zu den Standardwerken Grammatik des samaritanischen Hebräisch (1969) und Grammatik des samaritanischen Aramäisch (1982).

### Spätere Forschung und Vermächtnis
Im Bereich der neuaramäischen Studien veröffentlichte Macúch gemeinsam mit Estiphan Panoussi die Neusyrische Chrestomathie (1974) und seine Geschichte der spät- und neusyrischen Literatur (1976). Trotz seiner neuen Schwerpunkte setzte er seine Forschung zur Mandaistik fort. Es entstanden die Monografien Zur Sprache und Literatur der Mandäer (1976) und die Neumandäische Chrestomathie mit grammatischer Skizze, kommentierter Übersetzung und Glossar (1989). Seine letzte Monographie, Neumandäische Texte im Dialekt von Ahwāz, wurde posthum 1993 veröffentlicht.
Rudolf Macúch verfasste zudem zahlreiche Artikel zur Arabistik und Semitistik. Sein philologisches Interesse erstreckte sich auch auf die Kultur und Identität der Völker, mit denen er arbeitete. Er pflegte jahrzehntelang einen intensiven Briefwechsel mit Kollegen und Informanten in zahlreichen Sprachen, darunter Deutsch, Persisch, Arabisch, Hebräisch, Mandaäisch und Syrisch.
Für sein Lebenswerk wurde Macúch vielfach geehrt, unter anderem mit der Aufnahme in die Norwegische Akademie der Wissenschaften am 10. März 1988. In der Slowakei gilt er als einer der bedeutendsten Geisteswissenschaftler Europas. Ein 1998 entdeckter Asteroid wurde nach ihm benannt: (24974) Macúch.

## Wissenschaftliche Arbeit
Das Werk von Rudolf Macuch deckt ein breites Spektrum an Disziplinen ab, darunter Theologie, Religionsgeschichte, Arabistik und Iranistik sowie Semitistik. Seine bedeutendsten Forschungen konzentrierten sich auf die drei Hauptgebiete: Mandäistik, Samaritologie und die neuaramäischen Studien. Aufgrund seines interdisziplinären Ansatzes sind diese Fachbereiche eng miteinander verbunden. Im Folgenden wird eine Übersicht seiner Beiträge zu diesen Gebieten gegeben.

### Theologie und Religionsgeschichte
Da Rudolf Macuch Theologie studierte, widmeten sich seine frühen Veröffentlichungen vor allem religiösen und theologischen Themen. Viele dieser Beiträge erschienen in der slowakischen Zeitschrift Evanjelickí Teológ. Drei seiner Artikel zeugen von seinem frühen Interesse an alttestamentlichen Studien und vergleichender Religionsgeschichte: Marcionove názory na Starý zákon, der die Ansichten des frühchristlichen Ketzers Marcion zum Alten Testament behandelt; Proroctvo Abdiášovo, eine Analyse des alttestamentlichen Buches Obadja; und Stvorenie sveta v podaní biblickom a babylonskom, ein Vergleich der Schöpfungsberichte aus biblischer und babylonischer Tradition.
Seine erste Monografie Islám a Krest’anstvo („Islam und Christentum“), die er 1951 veröffentlichte, war eine Einführung in die islamische Geschichte und Kultur, die auch Parallelen zum Christentum aufzeigte. Das Werk war so erfolgreich, dass es bereits ein Jahr später neu aufgelegt wurde. Während des kommunistischen Regimes von Antonín Novotný wurde es jedoch unterdrückt.
Auch gegen Ende seines Lebens kehrte Macuch zu diesem Thema zurück und plante eine Monografie mit dem Titel: Kritik der monotheistischen Religionen. Aufgrund seines Todes blieb dieses Werk unvollendet und unveröffentlicht.
Macuchs anhaltendes Interesse an religiösen Fragen spiegelt sich auch in späteren Arbeiten wider, in denen er seine philologischen Erkenntnisse nutzte, um Texte im historischen und kulturellen Kontext zu diskutieren. Beispiele hierfür sind:
- „Gnostische Ethik und die Anfänge der Mandäer“[13]
- „Die Bedeutung samaritanischer Traditionen für die Hermeneutik des Pentateuch“[14]
- „Die μεταγράφαι der Worte Jesu in den Evangelien und die traditionelle Aussprache des samaritanischen Aramäisch“[15]

Weitere Beiträge zur Religionsgeschichte, insbesondere zur mandäischen Religion, finden sich auch in seinen späteren Forschungsschwerpunkten.

### Arabistik und Iranistik relevante Fächer
Der Historiker Rudolf Macuch widmete sich in seiner Dissertation Slovanské mená a výrazy u arabských geografov (Slawische Namen und Ausdrücke in arabischen Geographien) der Erforschung slawischer Namen und Begriffe in arabischen geografischen Schriften. Die ältesten dieser Schriften entstanden noch vor den slawischen Literaturen, weshalb sie von großem Interesse für die Slawistik sind. Macuch sammelte das Material für seine Arbeit aus Manuskripten der Bibliothèque Nationale in Paris. Aufgrund zahlreicher Lese- und Interpretationsprobleme, die aus der fehlerhaften Wiedergabe der Begriffe durch die arabischen Autoren resultierten, war Macuch mit den Ergebnissen unzufrieden. Trotz des Drängens seiner Mentoren veröffentlichte er die Arbeit nie, da er weitere Manuskripte hinzuziehen wollte.
Später verlagerte sich Macuchs Forschungsschwerpunkt, doch er kehrte in mehreren Artikeln zu arabistischen Themen zurück. Beispiele hierfür sind Zur Vorgeschichte der Bekenntnisformel lā ilāha illā llāhu, Zu den Problemen der arabischen Übersetzung des samaritanischen Pentateuch und ein Vortrag in arabischer Sprache über die Diskrepanz zwischen den Grammatikern (Iḫtilāf an-naḥwiyyūn).
Er war aktiv am Aufbau einer interdisziplinären Forschungsgruppe zu griechisch-arabischen Themen beteiligt, die sein ursprüngliches Interesse an der Klassischen Altertumswissenschaft mit seiner späteren Berufung verband. Macuch verfasste Berichte über die Konferenzen der Gruppe, wurde Ehrenpräsident der griechisch-arabischen Gesellschaft in Delphi und beteiligte sich an der Gründung der Fachzeitschrift Graeco-Arabica. Seine eigenen Beiträge umfassen Artikel über Griechische Fachbegriffe in den arabischen Wissenschaften, Griechische und orientalische Quellen der Theosophien von Avicenna und Sohrawardi sowie Pseudo-Callisthenes Orientalis und das Problem von Ḏū l-qarnain.
Darüber hinaus verfasste er, hauptsächlich in persischer Sprache, mehrere Artikel zur Iranistik. Dazu gehören Nufūḏ-e Zardošt dar dīn-e Yahūd wa-Masīḥ (Zarathustras Einfluss auf die jüdische und christliche Religion), eine dreiteilige Abhandlung über die aramäische Sprache in der Achämenidenzeit namens Zabān-e ārāmī dar dowre-ye haḫāmanišī (Die aramäische Sprache in der Achämenidenzeit) sowie die späteren Artikel Ahammiyyat-e sāmī-šenāsī barāye īrān šenāsī (Die Bedeutung der Semitistik für die Iranistik) und Zur altiranischen Onomastik in aramäischer Nebenüberlieferung.

### Semitistik

#### Die Beiträge Macuchs zur Mandäistik
Macuch leistete bedeutende Beiträge zur Mandäistik, einem seiner drei Hauptfachgebiete. Macuch widmete sich dem Studium der ostaramäischen Sprache der Mandäer, einer kleinen gnostischen Gemeinschaft, die in der iranischen Provinz Khuzistan am Persischen Golf lebte.
Im Jahr 1953 reiste Macuch dorthin, um die traditionelle Aussprache des klassischen Mandäischen zu erforschen. Zu seiner Überraschung stellte er fest, dass die Sprache dort noch als Volksdialekt gesprochen wurde, der Semitisten bis dahin unbekannt war. Es gelang ihm, phonetische Aufzeichnungen dieses modernen Dialekts zu erstellen, der noch klassische Formen und Vokabular enthielt. Er sammelte Feldnotizen von Nāṣer Ṣābūrī, dem rituellen Schlachter der Gemeinschaft, und machte sich mit der traditionellen Aussprache der mandäischen Priester vertraut. Später, im Jahr 1989, führte er weitere Feldforschungen mit Salem Choheili durch, einem gelehrten mandäischen Laien aus Ahvaz.
Obwohl sich das moderne Idiom von der Sprache der klassischen Texte unterscheidet, erwies es sich als entscheidend für das Verständnis der linguistischen Phänomene des klassischen Mandäischen. Es diente als Leitfaden für die Erforschung der phonetischen Struktur und der traditionellen Aussprache der literarischen und liturgischen Sprache.
Nachdem Macuch 30 Mikrofilme mit der wichtigsten mandäischen Literatur erhalten hatte, begann er, sein gesammeltes Material zu analysieren und mit den traditionellen Sprachen zu vergleichen. Das Ergebnis veröffentlichte er in seiner Monographie Handbook of Classical and Modern Mandaic. In diesem Werk, das 1965 erschien, stellte er eine parallele Beschreibung beider Idiome dar. Sein Ziel war es, die klassische mandäische Grammatik von Theodor Nöldeke (1875) zu ergänzen, insbesondere in der Behandlung der Phonetik auf Grundlage der modernen Volkssprache. Dies führte zu mehreren Korrekturen von Nöldekes Schlussfolgerungen. Das Handbuch ist eine ausführliche Abhandlung über Phonetik, Morphologie und Syntax der klassischen (fett gedruckt) und modernen (kursiv) Idiome, illustriert mit zahlreichen Beispielen.
Die Analyse des neuen Materials ermöglichte es Macuch, das Mandäische in drei Perioden zu unterteilen: die klassische (endend mit der Redaktion der Ginza, ca. 7. Jahrhundert), die nachklassische und die moderne Sprache. Diese Unterteilung liefert einen wichtigen Schlüssel für die kritische Analyse der mandäischen Literatur. Das Handbuch führte zu einer großen Anzahl von Rezensionen, von denen dreizehn von Macuch in seinem späteren Buch, Zur Sprache und Literatur der Mandäer ausführlich besprochen wurden.

#### Zusammenarbeit mit Ethel Stefana Drower
Mandäer lebten auch im Südirak, wo ihre Religion und ihre Texte von Ethel Stefana Drower erforscht wurden. Drower, eine autodidaktische Wissenschaftlerin, hatte das Bedürfnis, für ihr nächstes Projekt mit einem akademischen Experten zusammenzuarbeiten. Nachdem Macuch 1955 eine kritische Rezension einer ihrer Veröffentlichungen verfasst hatte, lud sie ihn nach Oxford ein, um mit ihr an einem Mandaic Dictionary zu arbeiten.
Drower hatte während ihres Aufenthalts im Irak eine große Zahl bisher unbekannter Manuskripte gesammelt (die Drower Collection der Bodleian Library Oxford), die den Grundstein für das Wörterbuch legten. Macuch ergänzte diese Sammlung durch das von ihm in Khuzistan aufgezeichnete Material und die Kartei von Mark Lidzbarski zu den klassischen religiösen Texten. Das Wörterbuch basiert daher nicht nur auf literarischen Quellen, sondern enthält auch das von Macuch beschriebene Vokabular der Volkssprache sowie Vergleichsmaterial aus anderen semitischen Sprachen.

#### Weitere Forschungen und Veröffentlichungen
Macuch veröffentlichte auch umfangreiches Textmaterial, das sowohl antike Quellen als auch Texte in der modernen Volkssprache umfasste. Er belegte damit, dass es neben der gesprochenen Sprache der Laien (den Mandaiia) bereits in frühen Zeiten eine den Priestern zugeschriebene gnostische Literatursprache gab, die Nasuraia (Nasoräer).
Er widmete einen langen, zweiteiligen Artikel (1967 und 1968) der Entzifferung und Bearbeitung von mandäischen Zaubersprüchen, die auf Bleirollen eingraviert waren. Diese Altmandäischen Bleirollen enthalten eine Reihe verschiedener Amulette mit bemerkenswerten Schreibvarianten, die nicht der klassischen mandäischen Orthografie entsprechen. Die Tatsache, dass er den Großteil dieser Texte lesen konnte, gilt als große Leistung, da bis dahin nur zwei sehr gut lesbare mandäische Bleirollen veröffentlicht worden waren.
Seine Arbeit an neumandäischen Texten umfasst mehrere Beiträge, darunter einen Artikel in der Festschrift seines Mentors Ján Bakoš. Später widmete er zwei Monographien der Analyse und Bewahrung neumandäischer Texte: Neumandäische Chrestomathie mit grammatischer Skizze, kommentierter Übersetzung und Glossar und Neumandäische Texte im Dialekt von Ahwāz. Beide Bücher enthalten phonetische Transkriptionen, Übersetzungen, Glossare und ausführliche Grammatikkapitel. Die letztere Publikation entstand mit Unterstützung von Scheich Salem Choheili, einem Priesterkandidaten aus Ahvaz. Macuch entdeckte bei der Textaufzeichnung im Jahr 1990 merkwürdige Unterschiede in der Phonetik und Morphologie des Stammes von Choheili im Vergleich zu seiner früheren Quelle aus den 1950er-Jahren. Seine letzte Monographie erörtert diese abweichenden grammatikalischen Merkmale anhand ausgewählter mündlicher Texte, die er mit dem Scheich aufgezeichnet hatte.
Macuchs zahlreiche Artikel widmen sich kontrovers diskutierten Problemen, insbesondere der Herkunft der Mandäer und ihrer Religion. Beispiele hierfür sind Alter und Heimat des Mandäismus nach neuerschlossenen Quellen, Anfänge der Mandäer und Zur Frühgeschichte der Mandäer. Weitere Beiträge umfassen eine kurze Einführung in das Mandäische, einen Überblick über den Stand der Forschung sowie eine Analyse der Lage der mandäischen Gemeinschaft im Iran nach der Islamischen Revolution von 1979. Außerdem verfasste er vergleichende Studien, etwa Der keilschriftliche Beschwörungstext aus Uruk und die mandäische Phraseologie.

### Samariterstudien
Nach seiner Berufung auf den Lehrstuhl für Semitistik und Arabistik in Berlin im Jahr 1963 widmete sich Rudolf Macuch dem Studium der linguistischen und literarischen Traditionen der Samariter. Diese ethnische Minderheit, die in Palästina lebt, pflegt eigene religiöse Bräuche sowie eine eigene Liturgie und Riten. In der christlichen Tradition sind die Samariter unter anderem durch das Gleichnis vom barmherzigen Samariter bekannt. Sie akzeptieren nur ihre eigene Version des Pentateuch, der ersten fünf Bücher der hebräischen Bibel, die sich vom masoretischen Text des rabbinischen Judentums unterscheidet.
Um die Aussprache des samaritanischen Hebräisch zu dokumentieren, nahm Macuch Kontakt zu den Samaritern in Nablus auf, dem Ort ihres Heiligtums auf dem Berg Garizim. Dort verbrachte er mehrere Monate damit, die Aussprache mit dem Hohepriester und anderen Priestern aufzuzeichnen. Auf Basis dieser Arbeit baute er die weltweit umfangreichste Spezialbibliothek zur Samaritistik auf. Diese umfasste Originalmanuskripte, Mikrofilme von Manuskripten aus internationalen Bibliotheken sowie sämtliche bis dahin am Berliner Institut erschienenen Monographien und Fachartikel. Die Einzigartigkeit dieser Sammlung lockte Wissenschaftler aus der ganzen Welt an, um in Berlin zu forschen.
Neben der Organisation der Bibliothek verfasste Macuch in fünfjähriger Arbeit seine Grammatik des samaritanischen Hebräisch. Darin untersuchte er die Unterschiede zwischen dem samaritanischen und dem jüdisch-masoretischen Hebräisch in Orthographie, Phonologie, Morphologie und Syntax. Für die sprachgeschichtlich interessante Aussprache stützte er sich auf seine eigenen Aufzeichnungen aus den Sitzungen mit den samaritanischen Priestern in Nablus und nicht auf die Arbeiten seiner Vorgänger Z. Ben-Ḥayyim und A. Murtonen. Die samaritanisch-hebräischen Handschriften weisen nicht nur zahlreiche Varianten zum jüdisch-masoretischen Text auf, sondern auch untereinander, da die Samariter im Umgang mit dem heiligen Text flexibler waren als die Juden. Macuchs Grammatik gilt als ein bedeutender Beitrag zur Sprachgeschichte des Hebräischen.
Eine weitere umfangreiche Monographie auf diesem Gebiet war seine Grammatik des samaritanischen Aramäisch. Dieses Vorhaben gestaltete sich aufgrund der komplizierten Quellenlage noch schwieriger. Hebräische Bibelhandschriften wurden zwischen dem 3. Jahrhundert v. Chr. und dem 9. Jahrhundert n. Chr. ins Aramäische, die damalige Umgangssprache Palästinas, übersetzt, erweitert und kommentiert. Zuvor war es noch zu keiner grammatischen Untersuchung der Sprache dieser Texte gekommen, da es vor 1980 noch keine verlässliche Ausgabe der aramäischen Übersetzung (Targum) der samaritanischen Texte gab. Macuch musste das Material für seine Grammatik aus den originalen, unbearbeiteten Manuskripten extrahieren. Nachdem 1980 die kritische Ausgabe des ersten Teils des samaritanischen Targums (Bücher Genesis und Exodus) von A. Tal erschien, konnte Macuch dieses Material zu seiner eigenen Sammlung hinzufügen und die Grammatik fertigstellen. Dieses Werk stellt einen wichtigen Beitrag zur linguistischen Geschichte dar und erleichtert den Zugang zu schwierigen Texten, die für das Studium anderer aramäischer Dialekte von Bedeutung sind.
Macuch befasste sich in mehreren Artikeln mit spezifischen sprachlichen Problemen dieses Fachgebiets, darunter Der liquide Apikal und die apikale Liquide des samaritischen Hebräisch, Zur Grammatik des samaritanischen Hebräisch, Einige Probleme der Grammatik des samaritanischen Aramäisch, A New Interpretation of the Samaritan Inscription from Tell Qasile, Les bases philologiques de l’ herméneutique et les bases herméneutiques de la philologie chez les Samaritains und Pseudo-Ethiopisms in Samaritan Hebrew and Aramaic. Des Weiteren lieferte er eine breite Einführung mit dem Titel Samaritan Languages: Samaritan Hebrew, Samaritan Aramaic sowie einen Überblick über den Stand der Forschung in Der gegenwärtige Stand der Samaritanerforschung und ihre Aufgaben.

#### Forschung zu neusyrischen Sprachen und Literatur
Macuchs drittes Hauptfach widmete sich der Erforschung der Sprache und Literatur der nestorianischen Christen, die im Iran und Irak leben und sich selbst als „Assyrer“ bezeichnen.
In seiner Monographie Neusyrische Chrestomathie, die gemeinsam mit Estiphan Panoussi entstand, versammelte Macuch eine Sammlung von Auszügen aus einer großen Bandbreite literarischer Texte in neusyrischer Sprache aus den Jahren 1848 bis in die 1970er Jahre. Die Texte sind überwiegend im Urmia-Dialekt verfasst, aber auch in den Dialekten des Irak, Alqoš und Sanandaǧ. Das Werk enthält eine grammatikalische Skizze sowie ein Glossar, das die vorkommenden Idiome berücksichtigt.
Sein weiteres großes Werk auf diesem Gebiet, die Geschichte der spät- und neusyrischen Literatur, ist eine der ersten umfassenden Darstellungen der syrischen Literatur nach der Mongoleninvasion im 13. Jahrhundert. Macuch begann mit der Materialsammlung hierfür bereits im Iran und trug Texte aus einer Vielzahl von Quellen zusammen, darunter Bücher, Artikel, Zeitschriften und seltene Veröffentlichungen. Er stützte sich dabei auch auf drei bereits existierende Geschichten der syrischen Literatur in arabischer und syrischer Sprache.
Das Buch bietet einen Überblick über den historischen Hintergrund jeder besprochenen Periode, fasst die literarischen Werke zusammen und enthält Details zu den Autoren. Es dient als Einführung in die spät- und neusyrische Literatur und gibt einen Überblick über die in neusyrischer Sprache verfassten literarischen Werke.
Zwei weitere Beiträge von Macuch behandeln die Geschichte und Literaturgeschichte der Assyrer: „Assyrer im Iran I: Die assyrische Gemeinde (Āšūrīān) im Iran. II: Literatur der Assyrer im Iran“ und „Tūr ʿAbdīn im Wandel der Zeit“.

#### Forschungsbeiträge zur vergleichenden Aramäistik
Macuch veröffentlichte als Wissenschaftler mit einem breiten Spektrum an Fachkenntnissen in den semitischen Sprachen zahlreiche Artikel, die über seine Hauptforschungsgebiete hinausgingen. Ein besonderer Schwerpunkt lag dabei auf der vergleichenden Aramäistik. Zu seinen Beiträgen in diesem Bereich zählen:
- Spoken Aramaic and Aramaic Written Languages (Gesprochenes Aramäisch und aramäische Schriftsprachen)[58]
- A ‘Revised Reading’ of an Aramaic Papyrus (Eine „überarbeitete Lesart“ eines aramäischen Papyrus)[59]
- Hermeneutic Acrobatics due to Phonetic Change in Aramaic Dialects (Hermeneutische Akrobatik aufgrund phonetischen Lautwandels in aramäischen Dialekten)[60]
- Recent Studies in Palestinian Aramaic (Neuere Studien zum palästinensischen Aramäisch)[61]
- Recent studies in Neo-Aramaic dialects (Neuere Studien zu neuaramäischen Dialekten)[62]
- Some Orthographico-phonetic Problems of Ancient Aramaic and the Living Aramaic Pronunciations (Einige orthographisch-phonetische Probleme des Altaramäischen und der lebendigen aramäischen Aussprache)[63]
- Some lexicographical problems of Jewish Palestinian Aramaic (Einige lexikographische Probleme des jüdisch-palästinensischen Aramäisch)[64]

## Bedeutung von Macuchs Werk heute
Rudolf Macuchs Hauptwerke, darunter sein Mandäisches Handbuch und Wörterbuch, seine beiden Grammatiken im Bereich der Samaritologie und seine Geschichte der spät- und neusyrischen Literatur, gelten als Standardwerke der Semitistik. Sie basieren auf sorgfältiger Analyse von Originalquellen und Feldforschung und werden bis heute von Forschern in diesen Disziplinen genutzt.
Macuchs Textausgaben in seinen Monographien haben zudem dazu beigetragen, seltenes Material zu bewahren, das sonst in Vergessenheit geraten wäre. Durch seine Feldforschung hat er die Bewahrung jahrhundertealter kultureller Traditionen unterstützt, von denen einige infolge der politischen Unruhen der letzten Jahrzehnte im Iran und im Nahen Osten gefährdet waren.

## Bibliographie
Eine vollständige Liste seiner Veröffentlichungen findet sich in:
- Ján Juráš und Daniela Kodajová (Hrsg.), Sláva šl’achetným III. (Ehre sei dem Edlen) Liptovský Mikuláš: Spolok Martina Rázusa 2014, S. 83–88.

Eine Bibliographie, die sein Werk bis zum Jahr 1989 erfasst, ist enthalten in:
- Maria Macuch, Christa Müller-Kessler, Bert G. Fragner (Hrsg.), Studia Semitica necnon Iranica Rudolpho Macuch septuagenario ab amicis et discipulis dedicata, Wiesbaden: Otto Harrassowitz 1989, S. XXV–XXXII.[65]

## Monographs
- Islám a kresťanstvo. Historické a kultúrno-naboženské štúdie o isláme (Islam and Christianity. Religious and Cultural Studies on Islam). Nábožensko-náučna knižnica („Library of Religious Sciences“). Liptovský Mikuláš: Tranoscius 1950. ISBN 978-90-04-29278-9
- A Mandaic Dictionary (with E. S. Drower). Oxford: Clarendon Press 1963. OCLC 1139474610
- Handbook of Classical and Modern Mandaic. Berlin: Walter de Gruyter 1965, ISBN 978-3-11-081872-7
- Grammatik des Samaritanischen Hebräisch (Grammar of Samaritan Hebrew), Berlin: Walter de Gruyter 1969 (Studia Samaritana, Bd. 1). ISBN 978-3-11-082347-9
- Neusyrische Chrestomathie (with E. Panoussi) (New Syriac Chrestomathy) Wiesbaden: Otto Harrassowitz 1974 (Porta Linguarum Orientalium, N.S. XID). ISBN 978-3-447-01531-8
- Zur Sprache und Literatur der Mandäer. With Kurt Rudolph and Eric Segelberg (On the Language and Literature of the Mandeans), Berlin: Walter de Gruyter 1976 (Studia Mandaica I). ISBN 978-3-11-179216-3
- Geschichte der spät- und neusyrischen Literatur (History of Late and New Syriac Literature). Berlin: Walter de Gruyter 1976.
- Grammatik des Samaritanischen Aramäisch (Grammar of Samaritan Aramaic). Berlin: Walter de Gruyter 1982 (Studia Samaritana IV). ISBN 978-3-11-084853-3
- Neumandäische Chrestomathie mit grammatischer Skizze, kommentierter Übersetzung und Glossar. Unter Mitwirkung von Klaus Boekels (“New Mandaic Chrestomathy with Grammatical Sketch, Annotated Translation and Glossary”). Wiesbaden: Otto Harassowitz 1989 (Porta linguarum orientalium. Neue Serie, Bd. XVITI). ISBN 978-3-447-02859-2
- Neumandäische Texte im Dialekt von Ahwāz. With Guido Dankwarth. (“New Mandaic Texts in the Dialect of Ahwāz”) Wiesbaden: Otto Harrassowitz 1993 (Semitica Viva, Band 12). ISBN 978-3-447-03382-4